# Bühl-Stollhofener Linie
Die Bühl-Stollhofener Linie war eine Verteidigungslinie der Reichsarmee im Spanischen Erbfolgekrieg. Sie wurde von Markgraf Ludwig Wilhelm I. von Baden-Baden, auch „Türkenlouis“ genannt, ab 1701 zum Schutz des nördlichen Baden gegenüber der am Rhein neu errichteten französischen Festung Fort-Louis angelegt.
Die rund zehn Kilometer lange und nur teilweise befestigte Linie begann im Osten bei Obertal (heute Ortsteil von Bühlertal), verlief westwärts über die Höhen nach Bühl und dann nach Nordwesten im Rheintal über Vimbuch (heute Ortsteil von Bühl), Leiberstung (heute Ortsteil von Sinzheim) und Stollhofen zum Rhein. Sie bestand aus Schanzenlinien im Gelände, einzelnen Sternschanzen, Hornwerken, kleinen Forts und befestigten Orten und nutzte in der Rheinebene die Wasserläufe, um durch Wehre das Vorgelände zu überfluten.
Durch die Einbeziehung der Orte Bühl und Stollhofen mit der Burg Stollhofen wurde gleichzeitig die Kontrolle über die alten Handelswege Basel–Frankfurt (heute Bundesstraße 3) bei Bühl und Straßburg–Frankfurt (ehemalige Römerstraße, später Bundesstraße 36) ermöglicht. Die Linie begrenzte bis 1707 das Operationsgebiet der französischen Truppen und sperrte den einfachsten Weg über Pforzheim nach Bayern.

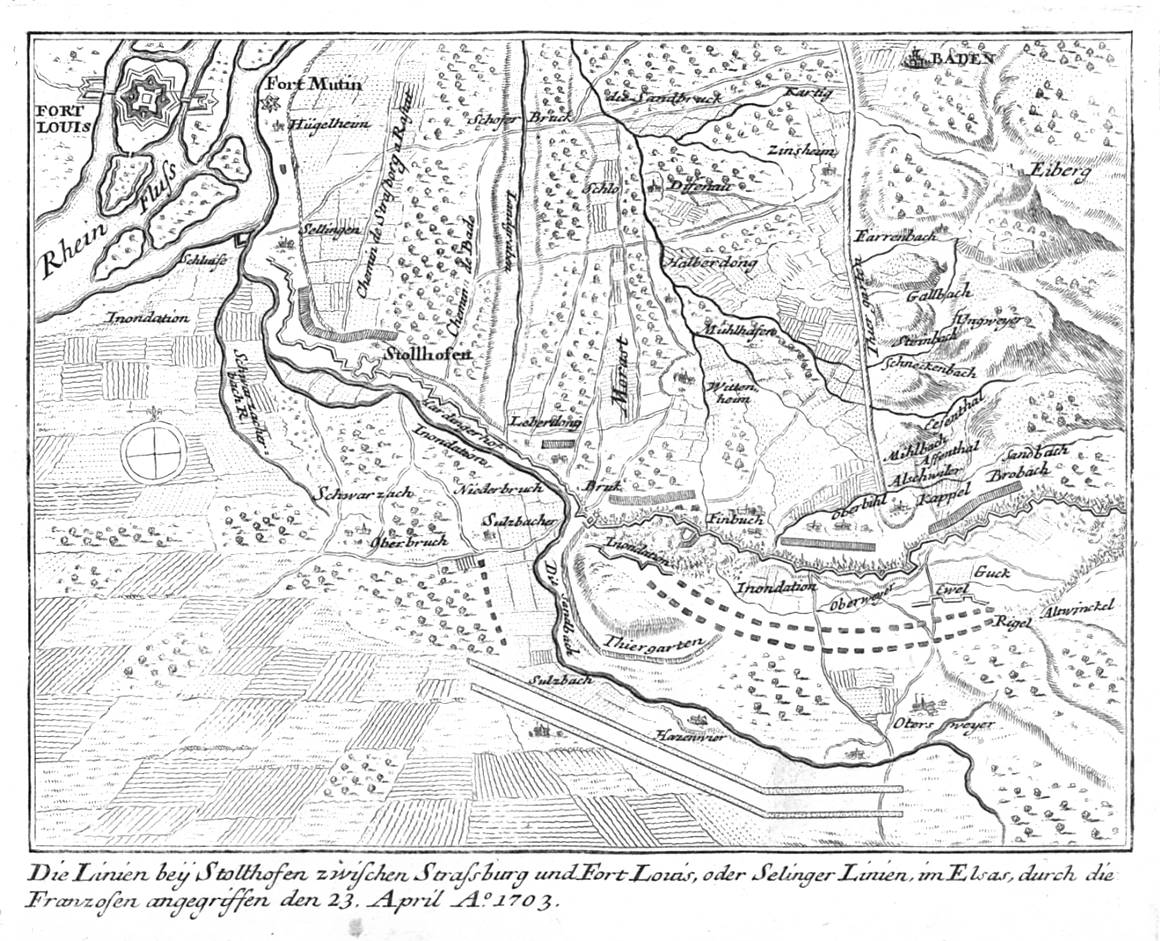
Gesamtplan um 1720
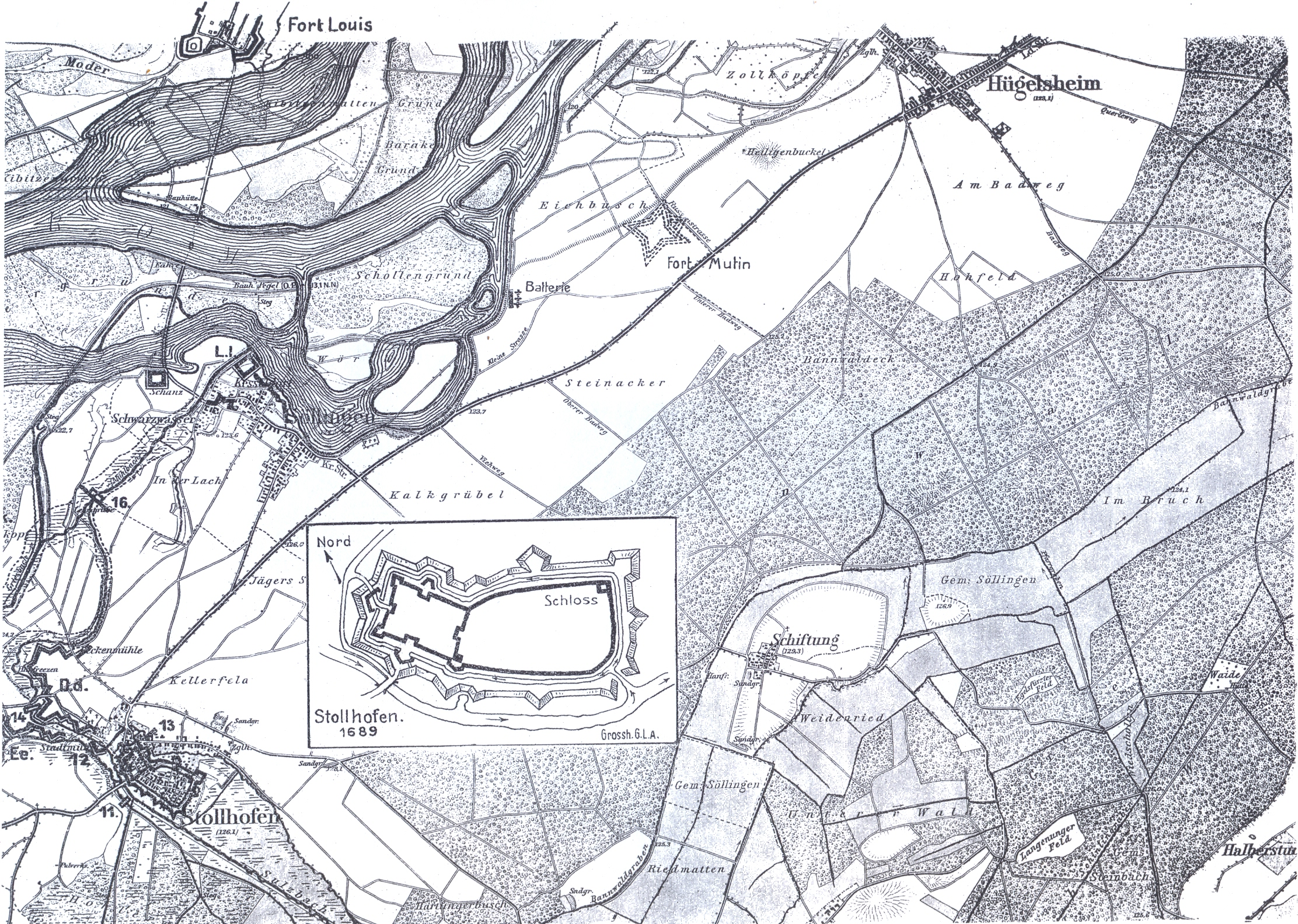
Bühl-Stollhofener Linien Nordteil
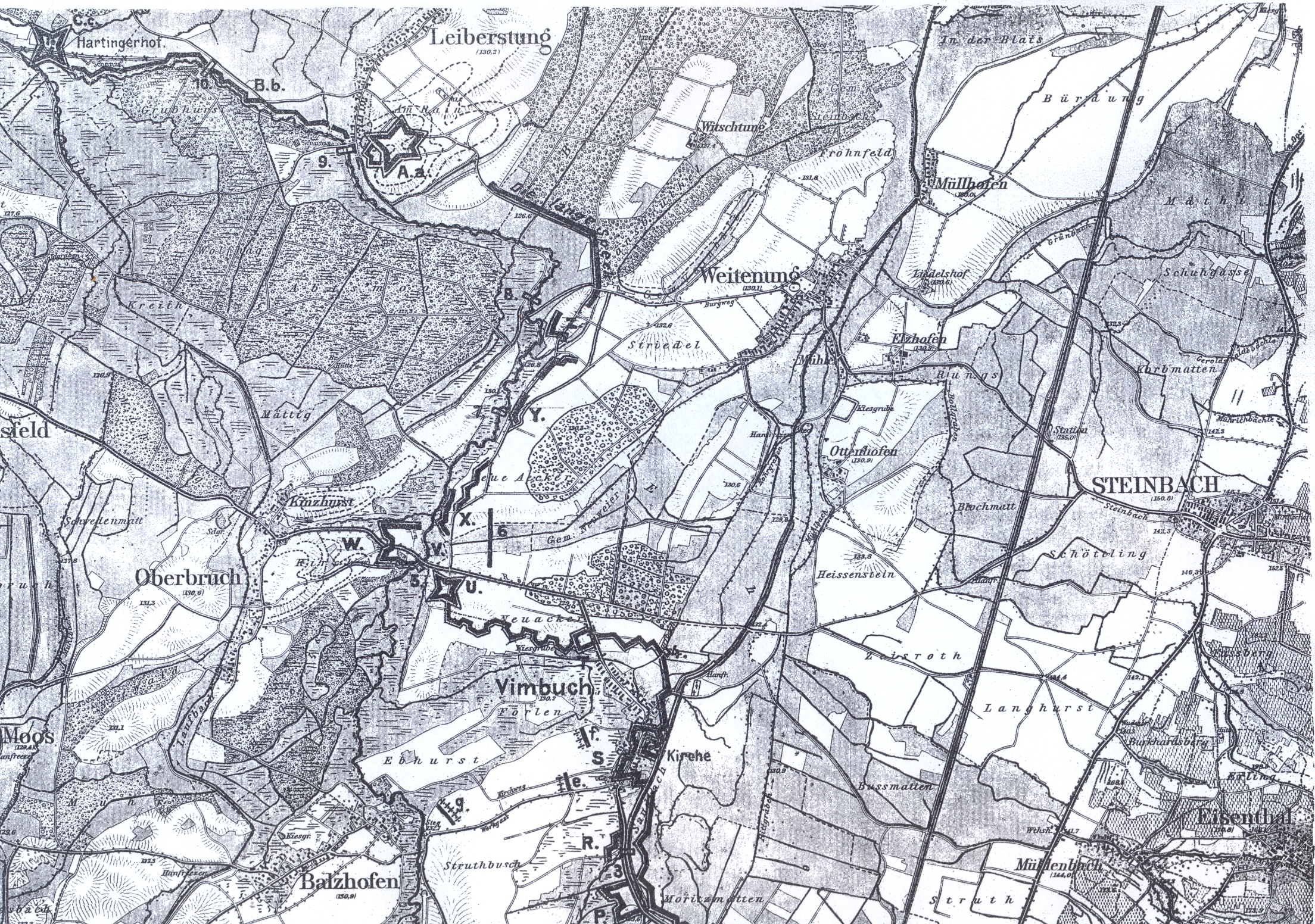
Bühl-Stollhofener Linien Mittelteil
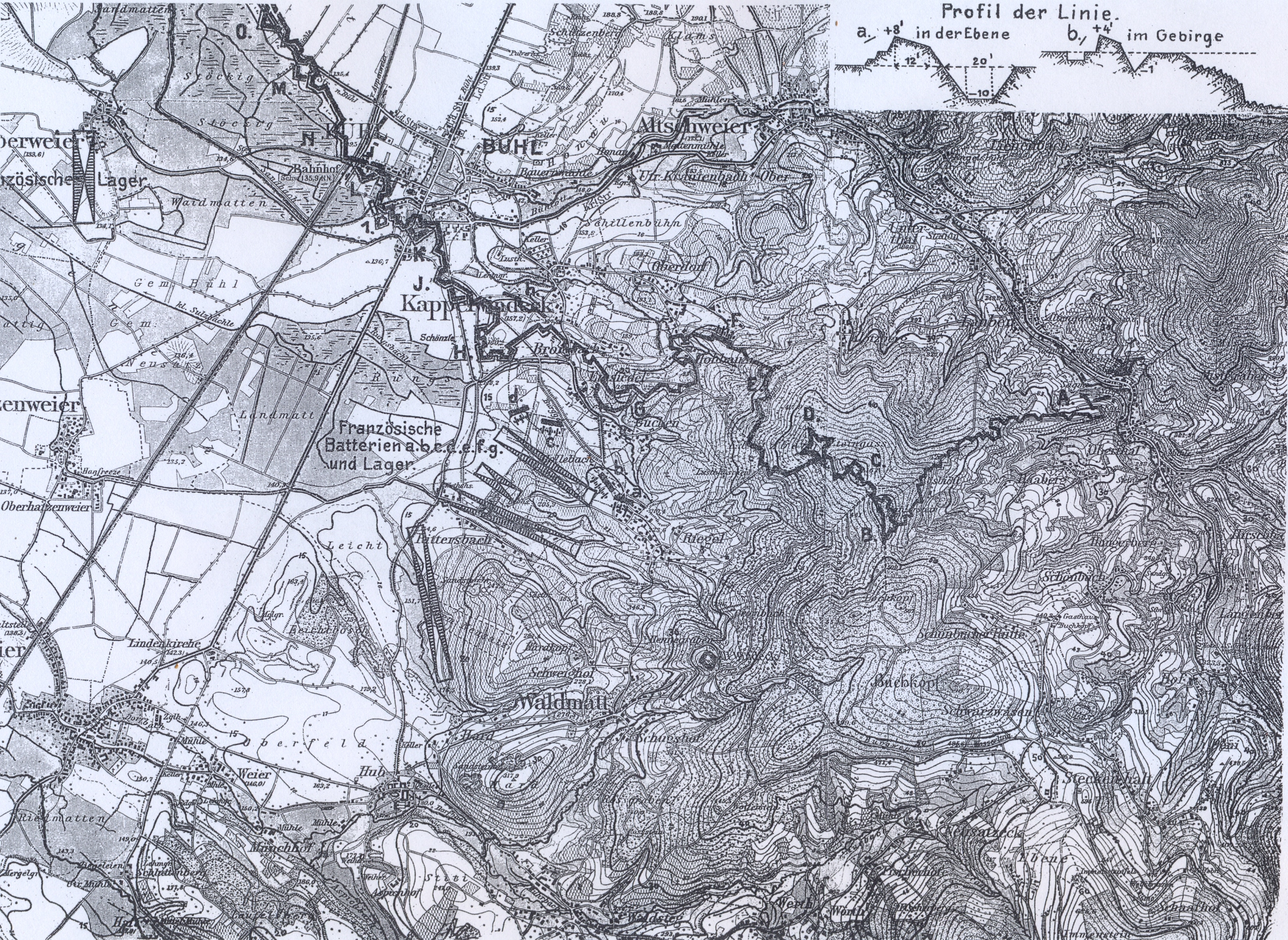
Bühl-Stollhofener Linien Südteil

Nach der Rheinüberquerung Marschall Villars Mitte Februar 1703
waren die Pässe durch den Schwarzwald wegen des Schnees noch unpassierbar. Er besetzte daher zunächst am 12. März die Festung Kehl als rechtsrheinischen Stützpunkt und begann, nachdem er sich mit der Armee des Marschall Tallard vereint hatte, am 19. April 1703 mit dem Angriff auf die Bühl-Stollhofener Linie. Er beschoss die Linie südlich Kappelwindeck und versuchte, die Linie im Osten mit 25 Bataillonen unter Maréchal de camp Blainville zu umgehen. Beide Versuche am 19. und 24. April misslangen, da die Franzosen die Befestigungen bei Obertal nicht überwinden konnten. Am 25. April zog Villars ab. Daraufhin rücken die Franzosen ins
Kinzigtal vor, wo sie bei Haslach und Hausach die Schanzen eroberten, die vom Feldzeugmeister des Schwäbischen Reichskreises, Graf von Fürstenberg, mit nur 400 Mann verteidigt wurden. Markgraf Ludwig Wilhelm konnte den Marsch Villars im Sommer 1703 durch das Kinzigtal und weiter nach Bayern nicht verhindern. Dort siegte Villars in der Ersten Schlacht bei Höchstädt. Ebenso konnte Tallard 1704 ungehindert durch das Dreisamtal den Schwarzwald überwinden. Während der Krieg in Bayern weiterging bewachten 13000 Mann die Stollhofener Linien und die Franzosen hielten das Kinzigtal besetzt.
Nach dem Tod Markgraf Ludwig Wilhelms am 4. Januar 1707 konnte Villars noch im Mai des gleichen Jahres die Bühl-Stollhofener Linie kampflos nach einer verhängnisvollen Entscheidung des neuernannten Oberbefehlshabers am Oberrhein Christian Ernst von Brandenburg einnehmen und ließ sie anschließend zerstören. Die Schwachstellen der Linie waren den Franzosen überdies durch die Spionagetätigkeit des unter dem Kommando Ludwig Wilhelms stehenden Berner Obersten Hieronymus von Erlach bekannt. In Folge ließ Villars die Ortenau besetzen und den besetzten Gebieten Kontributionen auferlegen. Schon am 23. Mai ließ Villars auch die ab 1697 erbaute neue Residenzstadt Rastatt des Markgrafen von Baden besetzen und ihre Festungswerke schleifen. Durch die weit geöffnete Front war den französischen Truppen der Einmarsch nach Schwaben und Streifzüge bis weit nach Bayern und Franken hinein ermöglicht. Bis zum Frieden 1714 gab es alljährliche französische Plünderungszüge von Straßburg und Fort-Louis aus.
Durch die Rheinbegradigung Tullas im 19. Jahrhundert und Straßen- und Siedlungsbauten im letzten Jahrhundert sind heute Reste der Linie nur noch im Waldgebiet ostwärts von Bühl teilweise sichtbar. Im Stadtmuseum Bühl gibt es die 1703 von Major Elster gezeichnete Karte der Bühl-Stollhofener Linie.